# Lindsaea tenuifolia
Lindsaea tenuifolia är en ormbunkeart som beskrevs av Bl. Lindsaea tenuifolia ingår i släktet Lindsaea och familjen Lindsaeaceae. Inga underarter finns listade.